# Vuile lijn
De Vuile lijn is de benaming voor een bepaalde striptekenstijl. Het is een wat morsige, vlekkerige stijl die in Frankrijk weleens de "ligne crade" wordt genoemd, tegenovergesteld van de bekende klare lijn (ligne clair). De stijl vindt zijn oorsprong in het werk van Jean-Marc Reiser die zijn strips vanaf de jaren zestig onder andere publiceerde in de tijdschriften Hara-Kiri, Charlie Hebdo, Charlie Mensuel, Métal hurlant en L'Écho des savanes.

## Bekende tekenaars in de stijl van de vuile lijn
- Jean-Marc Reiser
- Philippe Vuillemin
- Hein de Kort
- Walter Moers
- Marnix Rueb